# Entomoscelis
Entomoscelis is een geslacht van kevers uit de familie bladkevers (Chrysomelidae).
De wetenschappelijke naam van het geslacht werd in 1837 gepubliceerd door Louis Alexandre Auguste Chevrolat.

## Soorten
- Entomoscelis adonidis Pallas, 1771
- Entomoscelis rumicis Fabricius, 1787
- Entomoscelis sacra Linnaeus, 1758
- Entomoscelis suturalis Weise, 1882